# Hyphantria cunea

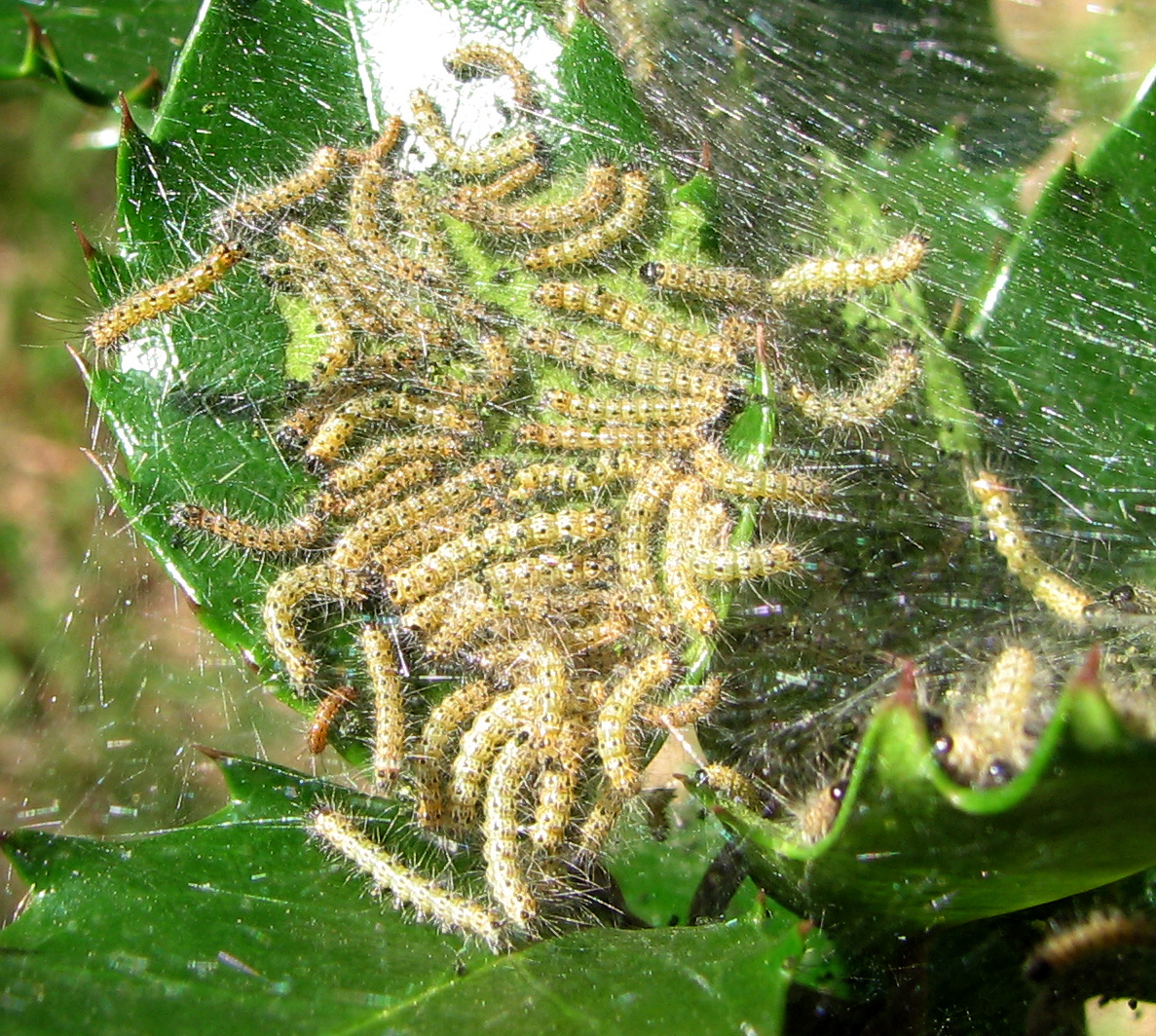
Conjunto de larvas en un árbol

Hyphantria cunea es una polilla de la familia Erebidae conocida principalmente por sus estadios larvarios que construyen nidos hilados como redes en las ramas de los árboles de los cuales se alimentan. Son activos en el fin del verano y en el otoño. Es una plaga, si bien no causa daños serios en general, pero sí daños estéticos, por eso es bien conocido por los arboricultores.

## Descripción
El adulto tiene una envergadura de 30 mm y es generalmente de color blanquecino, si bien algunos tienen marcas oscuras.

## Distribución
Es nativa de Norteamérica, desde Canadá a México. Es uno de los pocos insectos introducidos de Norteamérica a otros continentes. Ha sido introducida a lo que era Yugoslavia en la década de 1940, ahora posiblemente se extiende por toda Europa desde Francia al mar Caspio y hasta Asia central. Ha llegado a Rusia y a China. También ha sido introducida en Japón en 1945 y ha adaptado su número de generaciones por año desde su llegada.
Se ha difundido rápidamente desde Norteamérica a otras partes del mundo debido al comercio y al transporte rápido.

## Comportamiento
Es un insecto gregario. Los grupos de larvas viven en grandes redes entre las ramas de los árboles. Las redes que construyen les permite regular la temperatura, acelerar el crecimiento y protegerse de depredadores, si bien en algunos casos estos números altos de presas atraen a depredadores. Entre las medidas de protección contra depredadores efectúan movimientos en grupo, tienen olores repelentes y sustancias irritantes en sus pelos o espinas.
Hyphantria cunea presenta comportamiento maternal, en el que la hembra protege los huevos y los cubre con sus pelos abdominales que son irritantes y proporcionan protección.